# Wuhan
Wuhan ou Uane (chinês tradicional: 武漢, chinês simplificado: 武汉) é a capital e maior cidade da província de Hubei na China. É a cidade mais populosa da China Central, com uma população de mais de 10 milhões, a sétima cidade mais populosa do país. Encontra-se na planície oriental de Jianghan, no meio do cruzamento do rio Yangtze com o rio Han. Surgindo de um conglomerado de três cidades, Wuhan e possui atualmente estatuto administrativo subprovincial.
Atualmente, Wuhan é considerada o centro político, econômico, financeiro, comercial, cultural e educacional da China Central. É um importante centro logístico, com dezenas de ferrovias, estradas e vias expressas conectando-a a outras grandes cidades. Devido ao seu papel fundamental no transporte doméstico, Wuhan é às vezes chamado de "Chicago da China" por fontes estrangeiras. A "via navegável dourada" do rio Yangtze e seu maior afluente, o rio Han, atravessam a área urbana e dividem Wuhan nos três distritos de Wuchang, Hankou e Hanyang. A Barragem das Três Gargantas, a maior usina de energia do mundo em termos de capacidade instalada, fica nas proximidades. A cidade também é o lar de vários institutos notáveis de ensino superior, incluindo a Universidade de Wuhan, classificada em terceiro lugar em todo o país em 2017, e a Universidade de Ciência e Tecnologia de Huazhong.
Historicamente, a cidade sofre com riscos de inundações, o que levou o governo a aliviar a situação, com a introdução de mecanismos de absorção ecologicamente amigáveis. O Estádio de Wuhan sediou o FIBA Campeonato Asiático de 2011 e o Campeonato Mundial de Basquetebol Masculino de 2019, assim como os Jogos Mundiais Militares de 2019. Em 2017, Wuhan foi designada como uma cidade criativa pela UNESCO, no campo do design. Também é classificada como uma cidade global beta pela Globalization and World Cities Research Network.

## História
A história de Wuhan data de 3500 anos. Foi onde ocorreu a Revolta de Wuchang, que levou à queda da dinastia Qing e ao estabelecimento da República da China. Wuhan foi brevemente a capital da China em 1927, sob a ala esquerdista do governo do Kuomintang (KMT), liderada por Wang Jingwei. A cidade serviu mais tarde como a capital chinesa em tempo de guerra em 1937, durante dez meses durante a Segunda Guerra Sino-Japonesa. Durante a Revolução Cultural Chinesa, um conflito armado entre dois grupos hostis que lutavam pelo controle da cidade ficou conhecido como o incidente de Wuhan.

### Pandemia de COVID-19
Em dezembro de 2019, uma doença provocada por uma nova cepa de coronavírus, depois chamado de Sars-CoV-2, foi detectada na cidade, espalhando-se rapidamente, inicialmente na China, e depois no mundo todo, tendo a Organização Mundial da Saúde (OMS) decretado a doença uma pandemia no dia 11 de março de 2020.
Devido à situação, Wuhan, então o epicentro da pandemia de COVID-19, decretou confinamento obrigatório (lockdown) em 23 de janeiro para tentar conter a transmissão do vírus e as atividades só começaram a voltar ao normal quase ao final de abril. 
A doença, até o dia 12 de maio, tinha infectado 82 919 e matado 4 633 pessoas na China, e levado à morte mais de 80 mil pessoas no mundo todo, segundo o China Daily.
Apenas em Wuhan, quase quatro mil pessoas haviam morrido entre dezembro de 2019 e maio de 2020.

## Geografia

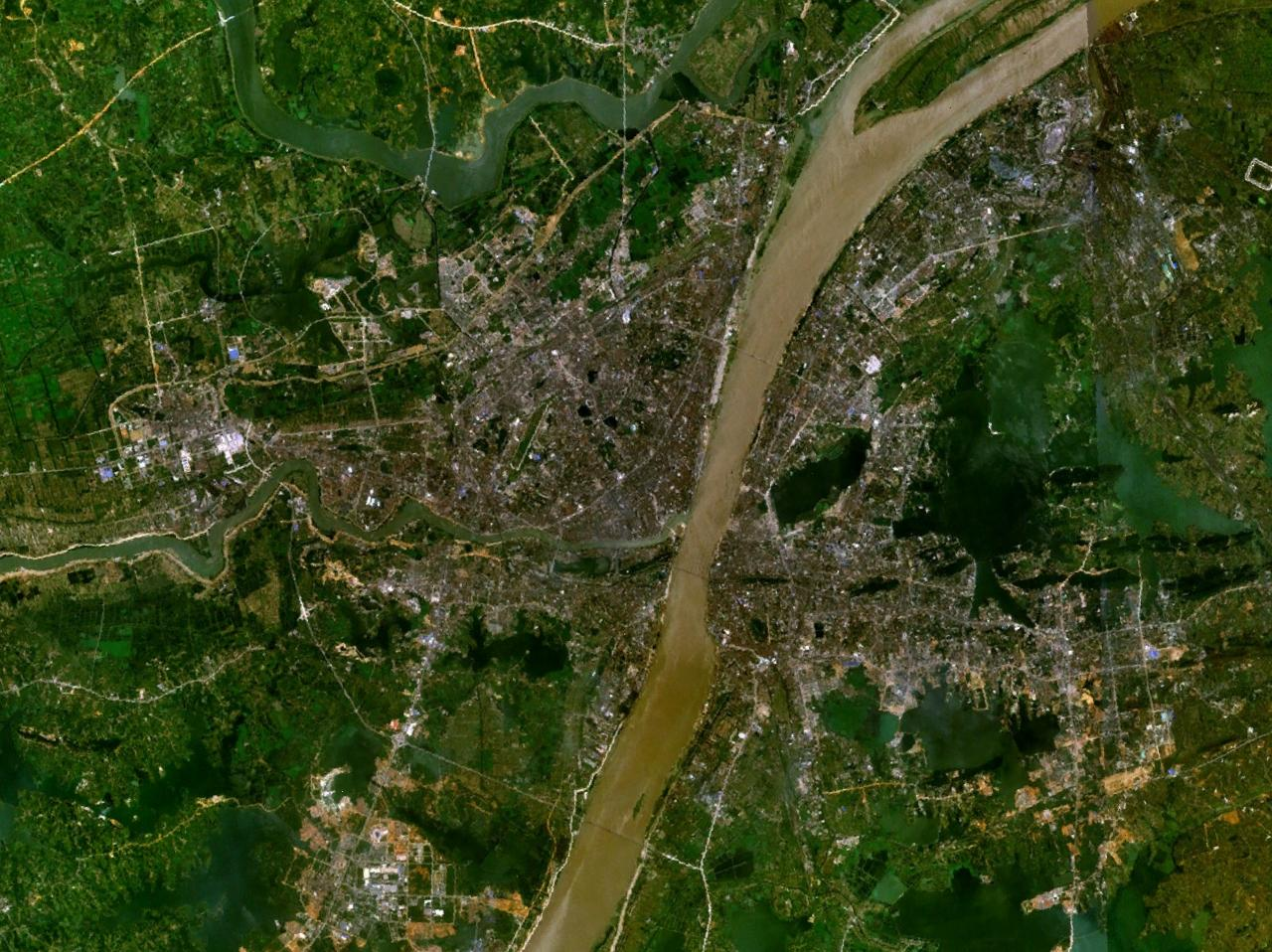
Imagem de satélite de Wuhan

O relevo de Wuhan é baixo e plano no centro e montanhoso no sul, com os rios Yangtze e Han serpenteando pela cidade. O rio She entra no Yangtze no distrito de Huangpi. Wuhan ocupa uma área de 8 494,41 quilômetros quadrados, sendo composta em sua maior parte por uma planície aluvial com colinas e um grande número de lagos e lagoas. O lago Liangzi, o maior lago por área de superfície da província de Hubei, está localizado no sudeste do distrito de Jiangxia. A 709 m acima do nível do mar, o ponto mais alto de Wuhan é o pico principal da montanha Yunwu (云雾山) no noroeste do distrito de Huangpi. Também existem várias montanhas dentro dos limites da cidade de Wuhan, incluindo o Monte Luojia (山 山) no distrito de Wuchang, bem como os montes Hong (洪山), Hong (洪山) e Yujia (家山 家山 / 瑜珈 山) no distrito de Hongshan.

### Clima

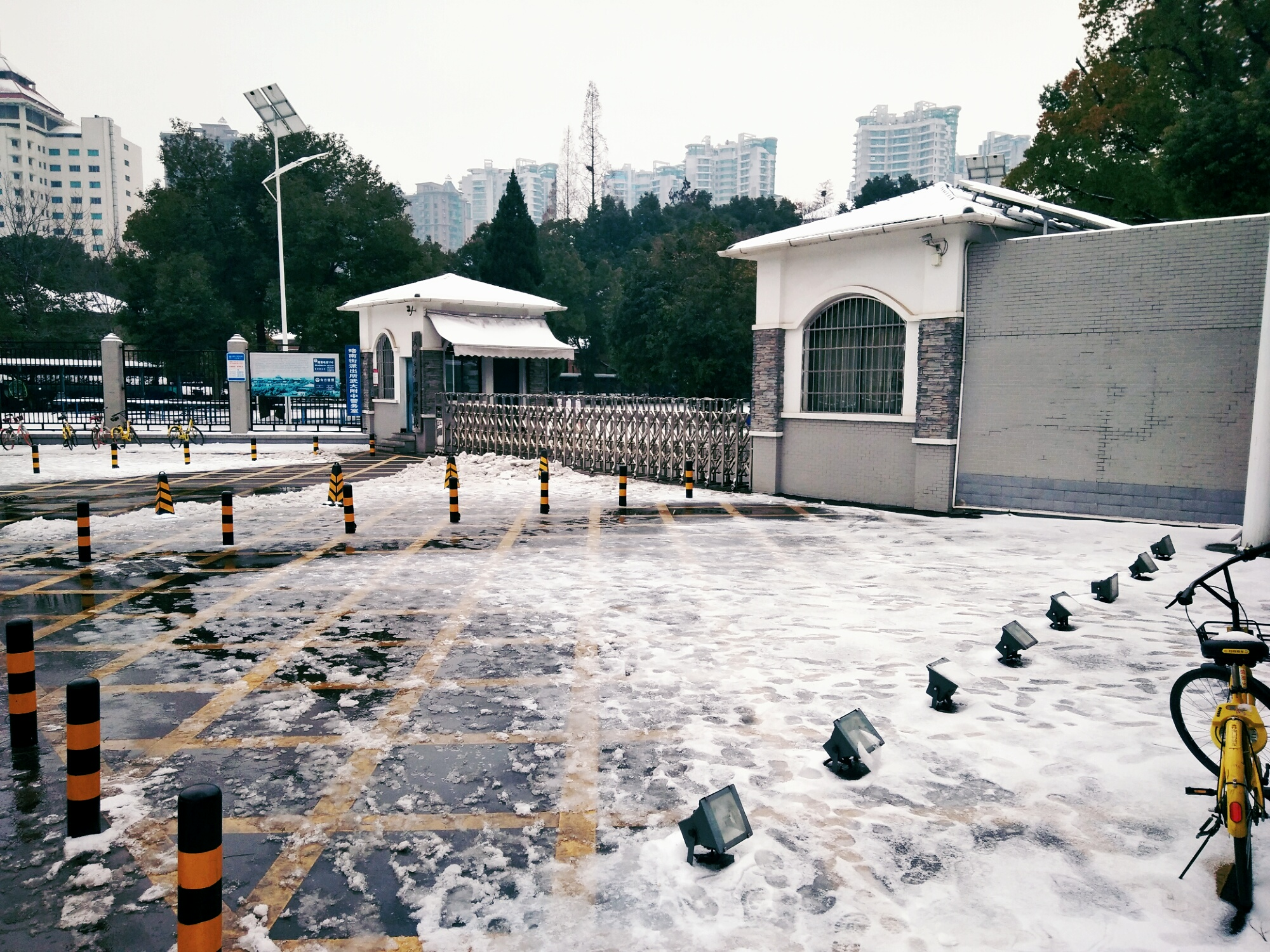
Uma rara ocorrência de neve em Wuhan

O clima de Wuhan é subtropical úmido (Köppen Cfa), com chuvas abundantes e quatro estações distintas. Wuhan é conhecida por seus verões úmidos, quando as temperaturas costumam atingir 26 °C ou mais. Historicamente, juntamente com Chongqing e Nanjing, Wuhan é referida como uma das "três cidades fornalhas" ao longo do rio Yangtze, devido às altas temperaturas no verão. No entanto, os dados climáticos dos últimos anos sugerem que Wuhan não está mais entre os principais da lista de "cidades mais quentes do verão", que são Chongqing, Fuzhou, Hangzhou e Nanchang. A primavera e o outono são geralmente amenos, enquanto o inverno é fresco com neve ocasional. A temperatura média varia de 4,0 °C em janeiro a 29,1 °C em julho. A precipitação anual totaliza 1 320 mm, cuja maioria cai de abril a julho; a temperatura média anual é de 17,13 °C e o período sem geadas dura de 211 a 272 dias. Com a porcentagem mensal possível de sol variando de 31% em março a 59% em agosto, a cidade recebe 1 865 horas de sol por ano. As temperaturas extremamente baixas e altas registradas são de -18,1 °C em 31 de janeiro de 1977 e 39,7 °C em 27 de julho de 2017, respectivamente.

## Demografia

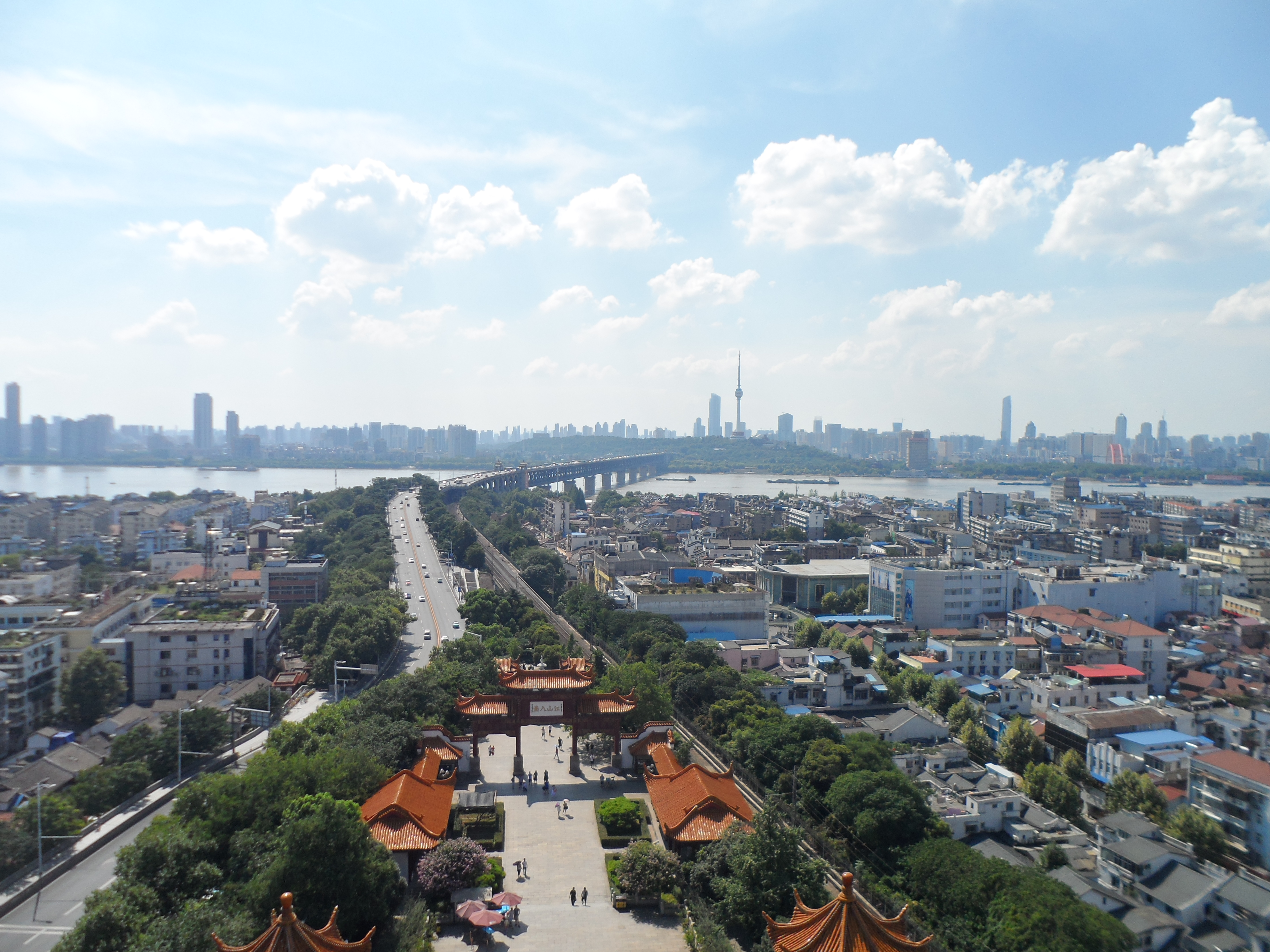
Vista da região central da cidade

Wuhan é a cidade mais populosa da China Central e uma das mais populosas do país. No sexto censo da China em 2010, a área construída de Wuhan composta por 8 dos 10 distritos urbanos (todos, exceto Xinzhou e Hannan ainda não estavam conurbados), abrigava 8 821 658 habitantes. Em 2015, a cidade de Wuhan tinha uma população estimada em 10 607 700 pessoas.
A área metropolitana abrangente foi estimada pela Organização para Cooperação e Desenvolvimento Econômico (OCDE) como tendo, em 2010, uma população de 19 milhões.

### Religião
De acordo com uma pesquisa publicada em 2017, 79,2% da população de Wuhan é ou não religiosa ou pratica o culto a deuses e antepassados; desses 0,9% são taoístas. Entre outras doutrinas religiosas, 14,7% da população adere ao budismo, 2,9% ao protestantismo, 0,3% ao catolicismo e 1,6% ao islamismo e 1,6% da população adere a outras religiões não especificadas.

## Governo e política

### Subdivisões
| Mapa | Distrito                      | Chinês (S)                    | Pinyin    | População (censo de 2010) | Área (km2) | Densidade (/km2) |
| --- | ----------------------------- | ----------------------------- | --------- | ------------------------- | ---------- | ---------------- |
| 1 2 3 Hanyang Wuchang Qingshan Hongshan Dongxihu Hannan Caidian Jiangxia Huangpi Xinzhou Hankou 1. Jiang'an 2. Jianghan 3. Qiaokou |                               |                               |           |                           |            |                  |
| Distritos centrais | Distritos centrais            | Distritos centrais            | 6 434 373 | 888,42                    | 7 242      |                  |
| Jiang'an | 江岸区                        | Jiāng'àn Qū                   | 895 635   | 64,24                     | 13 942     |                  |
| Jianghan | 江汉区                        | Jiānghàn Qū                   | 683 492   | 33,43                     | 20 445     |                  |
| Qiaokou | 硚口区                        | Qiáokǒu Qū                    | 828 644   | 46,39                     | 17 863     |                  |
| Hanyang | 汉阳区                        | Hànyáng Qū                    | 792 183   | 108,34                    | 7 312      |                  |
| Wuchang | 武昌区                        | Wǔchāng Qū                    | 1 199 127 | 87,42                     | 13 717     |                  |
| Qingshan | 青山区                        | Qīngshān Qū                   | 485 375   | 68,40                     | 7 096      |                  |
| Hongshan | 洪山区                        | Hóngshān Qū                   | 1 549 917 | 480,20                    | 3 228      |                  |
| Distritos suburbanos e rurais | Distritos suburbanos e rurais | Distritos suburbanos e rurais | 3 346 271 | 7 605,99                  | 440        |                  |
| Dongxihu | 东西湖区                      | Dōngxīhú Qū                   | 451 880   | 439,19                    | 1 029      |                  |
| Hannan | 汉南区                        | Hànnán Qū                     | 114 970   | 287,70                    | 400        |                  |
| Caidian | 蔡甸区                        | Càidiàn Qū                    | 410 888   | 1 108,10                  | 371        |                  |
| Jiangxia | 江夏区                        | Jiāngxià Qū                   | 644 835   | 2 010,00                  | 321        |                  |
| Huangpi | 黄陂区                        | Huángpí Qū                    | 874 938   | 2 261,00                  | 387        |                  |
| Xinzhou | 新洲区                        | Xīnzhōu Qū                    | 848 760   | 1 500,00                  | 566        |                  |
| Água (水上地区) | Água (水上地区)               | Água (水上地区)               | 4 748     | -                         | -          |                  |
| Total | Total                         | Total                         | 9 785 392 | 8 494,41                  | 1 152      |                  |

### Cidades-irmãs
| País          | Cidade       | Desde                  |
| ------------- | ------------ | ---------------------- |
| Japão         | Ōita         | 7 de setembro de 1979  |
| United States | Pittsburgh   | 8 de setembro de 1982  |
| Alemanha      | Duisburg     | 8 de outubro de 1982   |
| Reino Unido   | Manchester   | 16 de setembro de 1986 |
| Romênia       | Galați       | 12 de agosto de 1987   |
| Ucrânia       | Kiev         | 19 de outubro de 1990  |
| Sudão         | Khartoum     | 27 de setembro de 1995 |
| Hungria       | Győr         | 19 de outubro de 1995  |
| França        | Bordeaux     | 18 de junho de 1998    |
| Países Baixos | Arnhem       | 6 de setembro de 1999  |
| South Korea   | Cheongju     | 29 de outubro de 2000  |
| Áustria       | Sankt Pölten | 20 de dezembro de 2005 |
| Nova Zelândia | Christchurch | 4 de abril de 2006     |
| Canadá        | Markham      | 12 de setembro de 2006 |
| Suécia        | Borlänge     | 28 de setembro de 2007 |
| Islândia      | Kópavogur    | 25 de abril de 2008    |
| Israel        | Ashdod       | 8 de novembro de 2011  |
| França        | Essonne      | 21 de dezembro de 2012 |
| Turquia       | İzmir        | 6 de junho de 2013     |
| México        | Tijuana      | 12 de julho de 2013    |
| Rússia        | Saratov      | 7 de agosto de 2015    |
| Chile         | Concepción   | 7 de abril de 2016     |
| Quirguistão   | Bishkek      | 15 de novembro de 2016 |
| Grécia        | Chalcis      | 11 de maio de 2017     |
| Rússia        | Izhevsk      | 16 de junho de 2017    |
| Reino Unido   | Swansea      | 31 de janeiro de 2018  |
| Uganda        | Entebbe      | 13 de abril de 2018    |
| Tailândia     | Bangkok      | 16 de novembro de 2018 |

## Economia

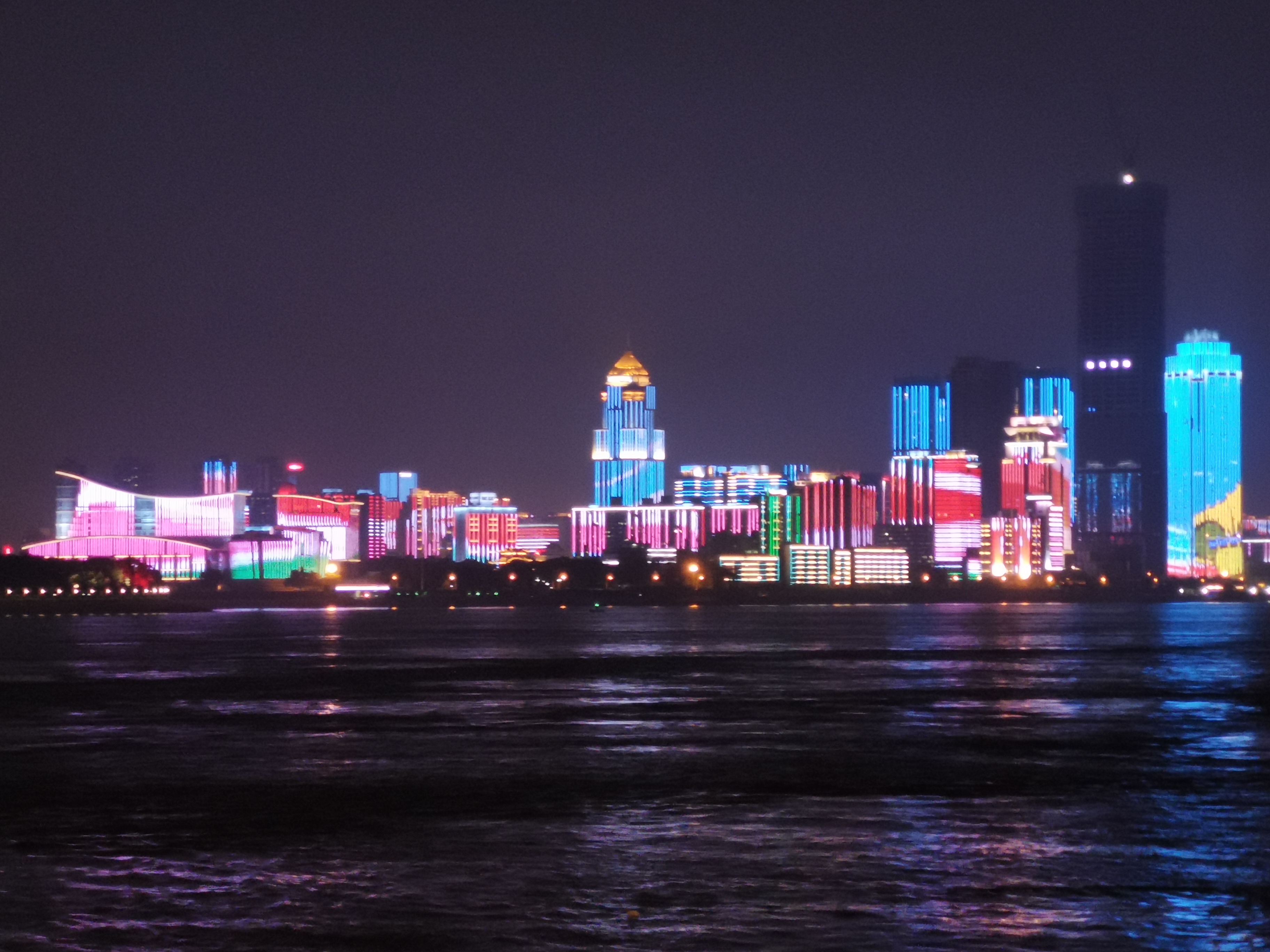
Centro financeiro da cidade.

Wuhan é um importante centro de economia, comércio, finanças, transporte, tecnologia da informação e educação na China. Suas principais indústrias incluem ótica-eletrônica, fabricação de automóveis, fabricação de ferro e aço, setor farmacêutico, indústria de novos materiais e proteção ambiental. Neste último segmento, a cidade se destaca por pesquisa e desenvolvimento em tecnologias de eficiência energética e energia renovável.
Embora Wuhan seja um centro fabril tradicional há décadas, também é uma das áreas que promove mudanças industriais modernas na China. A cidade consiste em três zonas nacionais de desenvolvimento, quatro parques de desenvolvimento científico e tecnológico, mais de 350 institutos de pesquisa, 1 656 empresas de alta tecnologia, inúmeras incubadoras de empresas e investimentos de 230 empresas da Fortune Global 500. Produziu um PIB de 224 bilhões de dólares em 2018. A Dongfeng Motor Corporation, uma fabricante de automóveis chinesa, está sediada em Wuhan.

## Infraestrutura

### Educação

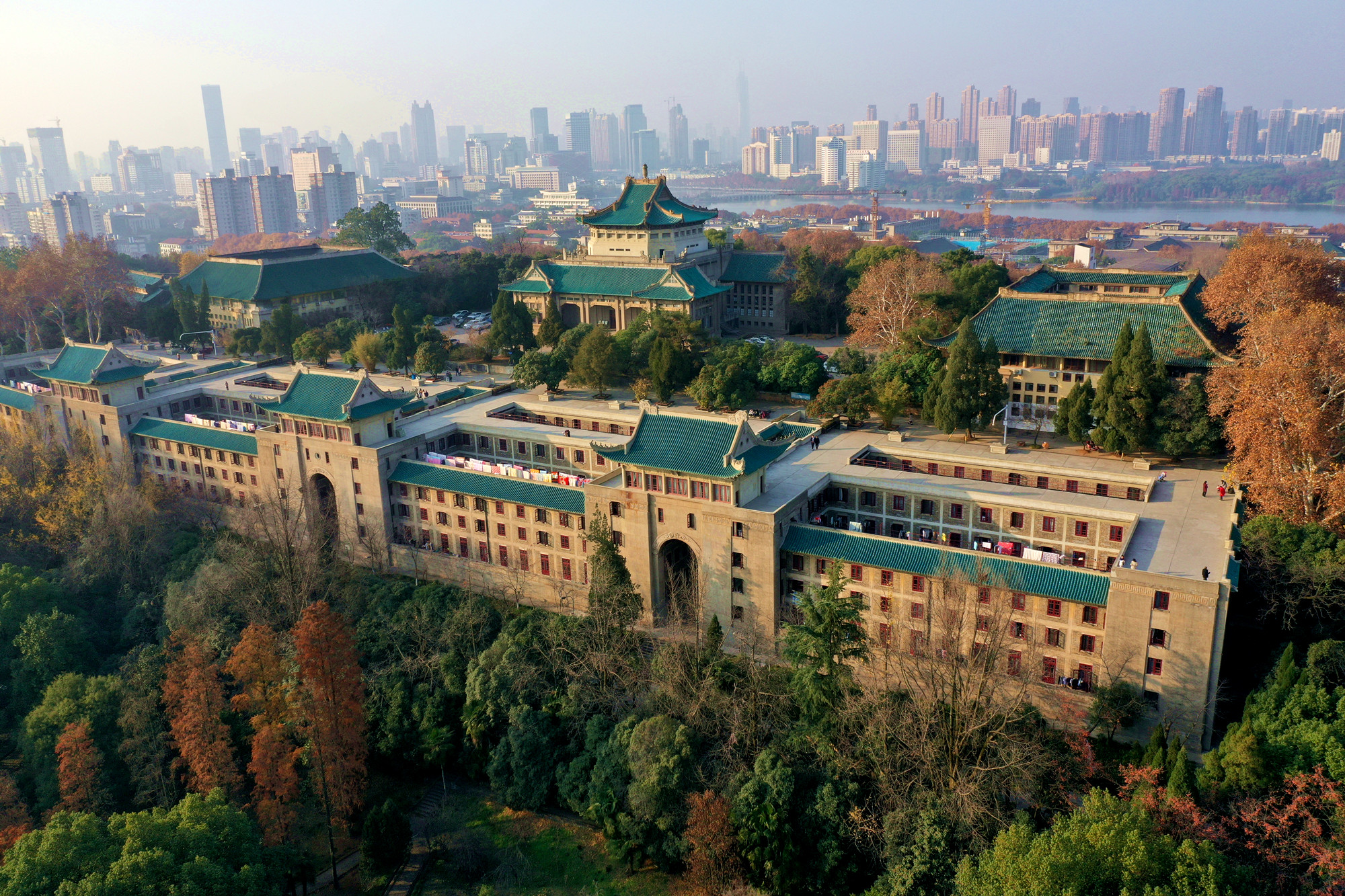
Universidade de Wuhan

Existem 35 instituições de ensino superior em Wuhan, o que a torna um importante centro educacional para a China. Instituições de destaque incluem a Universidade de Ciência e Tecnologia Huazhong e a Universidade de Wuhan. Três zonas de desenvolvimento no nível estadual e muitas incubadoras corporativas também são significativas na educação e no desenvolvimento de negócios de Wuhan. A cidade ocupa o terceiro lugar na China em força geral de ciência e tecnologia.
No final de 2013, em Wuhan, havia 1 024 jardins de infância com 224 300 crianças, 590 escolas primárias com 424 000 estudantes, 369 escolas secundárias com 314 000 estudantes, 105 escolas técnicas e profissionais com 98 600 alunos e 80 faculdades e universidads com 966 400 alunos de graduação e estudantes universitários juniores e 107 400 estudantes de pós-graduação.
A Universidade de Ciência e Tecnologia de Huazhong (UCTH), localizada no "Vale da Ótica da China", é parte do Projeto 985. A HUST gerencia os Laboratórios Nacionais de Wuhan para Optoeletrônica (WNLO), que é um dos cinco laboratórios nacionais na China. A UCTH também é uma das quatro universidades chinesas qualificadas para administrar o laboratório nacional e a principal infraestrutura nacional de ciência e tecnologia. Fundada em 1953 como Instituto de Tecnologia Huazhong, a UCTH combinou-se com outras três universidades (incluindo a antiga Universidade Médica de Tongji, fundada em 1907) em 2000 e possui 42 escolas e departamentos que cobrem 12 disciplinas abrangentes. A UCTH possui 12 bolsistas da Academia Chinesa de Ciências e 17 bolsistas da Academia Chinesa de Engenharia. O U.S. News & World Report classificou a UCTH como a 260º no mundo e a 9º na China. Mais de 2 000 estudantes internacionais de 120 países cursam a UCTH.
A Universidade de Wuhan é outra universidade do Projeto 985; a Universidade Wuhan original combinou-se com outras três universidades em 2000 para formar uma única universidade com 36 escolas em 6 faculdades. Desde a década de 1950, recebe estudantes internacionais de mais de 109 países.

### Transportes

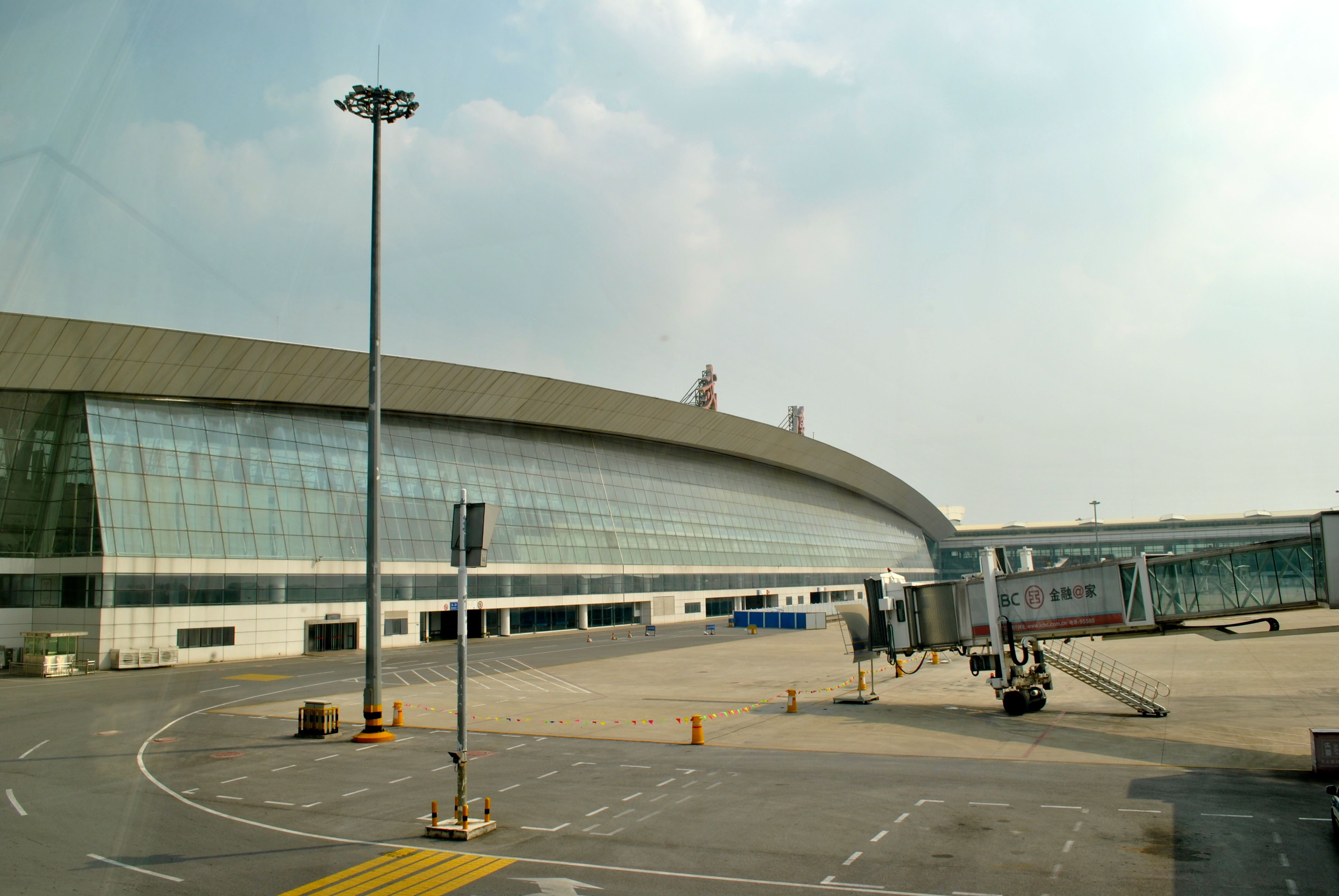
Aeroporto Internacional de Wuhan Tianhe

O Grupo China Railway Wuhan gerencia o Hub Ferroviário Wuhan. O Centro Ferroviário de Wuhan é considerado um dos quatro principais centros ferroviários da China. A cidade de Wuhan é servida por três estações ferroviárias principais: a Estação Ferroviária Hankou em Hankou, a Estação Ferroviária Wuchang e a Estação Ferroviária Wuhan. Com a abertura da ferrovia de alta velocidade entre Hefei e Wuhan em 1º de abril de 2009, a cidade passou a ser servido por trens de alta velocidade que a ligam com Hefei, Nanquim e Xangai.
Quando o metrô de Wuhan foi inaugurado em setembro de 2010, a cidade se tornou a quinta no país a contar com um sistema de metrô (depois de Pequim, Tianjin, Xangai e Guangzhou). A primeira linha tem 10,2 quilômetros de comprimento e 10 estações. A Linha 2 do metrô foi inaugurada em 28 de dezembro de 2012, estendendo o comprimento total do sistema para 56,85 km e foi a primeira linha de metrô a cruzar o rio Yangtze. A linha 4 foi aberta em 28 de dezembro de 2013, conectando a Estação Ferroviária Wuhan e a Estação Ferroviária Wuchang. Desde essa data, todas as três principais estações ferroviárias da cidade estão conectadas pelas linhas de metrô. Em dezembro de 2016, a extensão da Linha 2 do Metro, que se estende até o Aeroporto Wuhan Tianhe, também foi aberta. Até o final de 2018, o metrô de Wuhan contava com a Linha 1, a Linha 2, a Linha 3, a Linha 4, a Linha 6, a Linha 7, a Linha 8, a Linha 11 e a Linha 21.
Aberto em abril de 1995 para substituir o antigo aeroporto Hankou Wangjiadun e o aeroporto de Nanhu como o principal aeroporto da cidade, o Aeroporto Internacional de Wuhan Tianhe é um dos aeroportos mais movimentados da China Central. Ele está localizado no distrito suburbano de Huangpi, em Wuhan, a 26 quilômetros ao norte da cidade de Wuhan. A extensão da linha 2 do metrô de Wuhan ao aeroporto de Tianhe foi aberta em 28 de dezembro de 2016. Também foi selecionado como o quarto aeroporto internacional da China, depois do Aeroporto Internacional de Pequim, Shanghai-Pudong e Guangzhou-Baiyun. O Aeroporto Municipal de Hannan é um aeroporto municipal que serve o distrito de Hannan. É o maior aeroporto da China que lida apenas com a aviação geral. A cidade teve uma empresa aérea chamada Wuhan Airlines, que foi incorporada à China Eastern Airlines em 2003.